# Glycaspis obvelata
Glycaspis obvelata är en insektsart som beskrevs av Moore 1970. Glycaspis obvelata ingår i släktet Glycaspis och familjen rundbladloppor. Inga underarter finns listade i Catalogue of Life.